# 普卡盧斯湖
60°45′00″N 28°10′00″E / 60.75°N 28.1667°E
普卡盧斯湖（俄语：Пукалусъярви），是俄羅斯的湖泊，位於該國西北部，由列寧格勒州負責管轄，長8.2公里、寬0.9公里，面積3.6平方公里，海拔高度27.9米，集水區面積9.5平方公里。